# Linea Meitetsu Mikawa

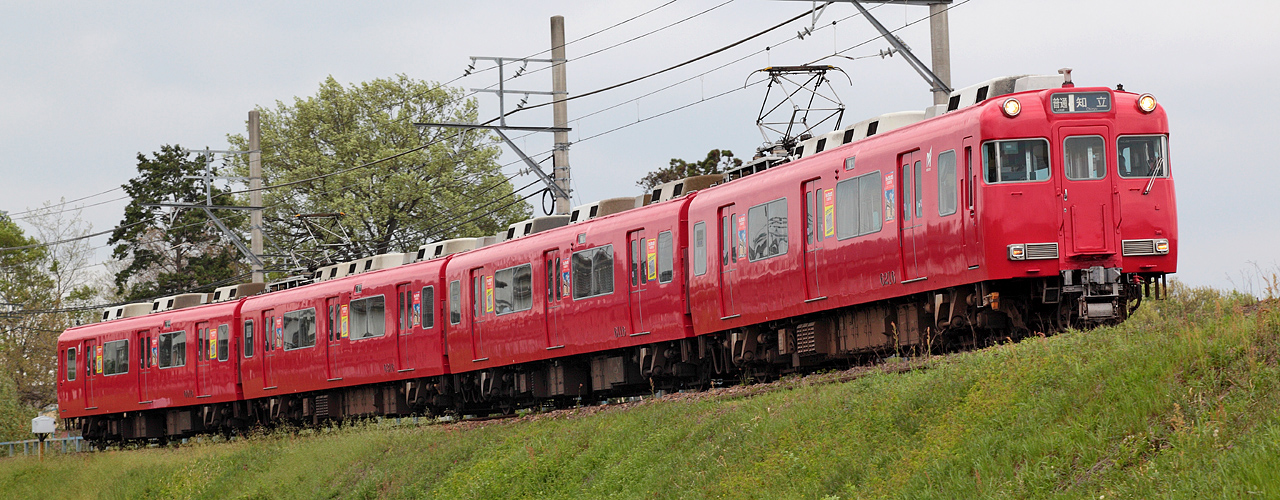
Un treno della serie 6000 a 4 casse

La linea Meitetsu Mikawa  (名鉄三河線?, Meitetsu Mikawa-sen) è una ferrovia suburbana a scartamento ridotto che collega le stazioni di Sanage, nella città di Toyota e Hekinan, nella città omonima, nella prefettura di Aichi, in Giappone. La linea è lunga 39,8 km e totalmente elettrificata, e presenta delle sezioni a doppio binario. Negli anni passati sono stati soppressi alcuni tratti della ferrovia, che inizialmente aveva una lunghezza di circa 64 km.

## Servizi
Sulla linea vengono effettuati solo servizi locali, ossia i treni fermano in tutte le 23 stazioni. Fondamentalmente la ferrovia è distinta in due sezioni, la linea montagna e la linea mare, e la stazione di separazione è quella di Chiryū. Su entrambe le linee vengono effettuati treni con una media di uno ogni 15 minuti, con composizione a due carrozze. Durante l'ora di punta tuttavia sono presenti anche alcuni treni a quattro carrozze effettuando servizio diretto lungo l'intera linea.

## Stazioni
- Tutti i treni fermano in tutte le stazioni
- Tutte le stazioni si trovano nella prefettura di Aichi

| Col.              | Stazione | Giapponese | Distanza interst. | Distanza totale                            | Collegamenti | Binari   | Posizione |
| ----------------- | -------- | ---------- | ----------------- | ------------------------------------------ | ------------ | -------- | --------- |
|                   | Sanage   | 猿投       | -                 | 0.0                                        |              | ◇        | Toyota    |
| Hiratobashi       | 平戸橋   | 1.1        | 1.1               |                                            | ｜           |          | Toyota    |
| Koshido           | 越戸     | 1.1        | 2.2               |                                            | ◇            |          | Toyota    |
| Umetsubo          | 梅坪     | 2.0        | 4.2               | ■ Linea Meitetsu Toyota                    | ∧            |          | Toyota    |
| Toyotashi         | 豊田市   | 1.4        | 5.6               | ■ Linea circolare di Aichi (Shin-Toyota)   | ∨            |          | Toyota    |
| Uwagoromo         | 上挙母   | 1.8        | 7.4               | ■ Linea circolare di Aichi Shin-Uwagoromo) | ◇            |          | Toyota    |
| Tsuchihashi       | 土橋     | 2.8        | 10.2              |                                            | ◇            |          | Toyota    |
| Takemura          | 竹村     | 2.6        | 12.8              |                                            | ◇            |          | Toyota    |
| Wakabayashi       | 若林     | 2.3        | 15.1              |                                            | ◇            |          | Toyota    |
| Mikawa Yatsuhashi | 三河八橋 | 2.4        | 17.5              |                                            | ◇            |          | Toyota    |
| Mikawa Chiryū     | 三河知立 | 3.1        | 20.6              |                                            | ◇            | Chiryū   |           |
| Chiryū            | 知立     | 0.7        | 21.3              | ■ Linea Meitetsu Nagoya principale         | ∧            | Chiryū   |           |
| Chiryū            | 知立     | 0.7        | 21.3              | ■ Linea Meitetsu Nagoya principale         | ∧            | Chiryū   |           |
| Shigehara         | 重原     | 2.2        | 23.5              |                                            | ∨            | Chiryū   |           |
| Kariya            | 刈谷     | 1.7        | 25.2              | ■ Linea principale Tōkaidō                 | ∧            | Kariya   |           |
| Kariyashi         | 刈谷市   | 1.6        | 26.8              |                                            | ∨            | Kariya   |           |
| Ogakie            | 小垣江   | 2.6        | 29.4              |                                            | ◇            | Kariya   |           |
| Yoshihama         | 吉浜     | 2.0        | 31.4              |                                            | ｜           | Takahama |           |
| Mikawa Takahama   | 三河高浜 | 1.9        | 33.3              |                                            | ◇            | Takahama |           |
| Takahamakō        | 高浜港   | 1.0        | 34.3              |                                            | ｜           | Takahama |           |
| Kitashinkawa      | 北新川   | 1.8        | 36.1              |                                            | ◇            | Hekinan  |           |
| Shinkawamachi     | 新川町   | 1.0        | 37.1              |                                            | ◇            | Hekinan  |           |
| Hekinan Chūō      | 碧南中央 | 1.1        | 38.2              |                                            | ｜           | Hekinan  |           |
| Hekinan           | 碧南     | 1.6        | 39.8              |                                            | ◇            | Hekinan  |           |